# TV Baiana
TV Baiana é uma emissora de televisão brasileira sediada na cidade de Salvador, capital do estado da Bahia. Opera no canal 6 (16 UHF digital) e é afiliada à TV Cultura. Pertence à Fundação Brasil Ecoar, que também controla a Líder FM de Camaçari.

## História
A emissora iniciou suas transmissões em testes no dia 20 de maio de 2011 na capital baiana, retransmitindo a programação da TV Aparecida, e com o nome fantasia de FBE TV. Em 8 de agosto, a emissora assume a nomenclatura TV Baiana, e em 28 de fevereiro de 2012, anuncia que vai estrear programação local.
No dia 10 de novembro de 2014 a TV Baiana assinou o contrato de afiliação com a TV Cultura e passou a retransmitir o sinal no dia 13 de novembro de 2014, às 11h, deixando a TV Aparecida.
No mês de julho de 2016, entrou no ar a retransmissora em Jequié no canal 39, que saiu do ar em 2017. Em 9 de julho de 2018, a retransmissora retorna ao ar como TV Jequié no canal 39.1 digital em alta definição, produzindo em Jequié o programa De Olho na Cidade Jequié, apresentado por Marcio Lima e gerado de Salvador pela TV Baiana. Em outubro do mesmo ano, a emissora encerrou a produção do programa.
Em 4 de maio de 2021, foi ao ar pela última vez o programa De Olho na Cidade, em uma reprise da edição produzida no dia anterior. Em 17 de setembro, a TV Baiana exibiu pela última vez o programa De Olho na Cidade Camaçari, produzido em conjunto com a Líder FM. Com isso, a emissora deixou de ter programas locais em sua grade, limitando-se à transmissão de programas religiosos em horários alugados.
Em 18 de outubro de 2024, a TV Baiana voltou a produzir programação local, através da retransmissão dos programas De Olho na Cidade Camaçari e Programa Contato Direto, da Líder FM.

## Sinal digital
| Canal virtual | Canal digital | Resolução de tela | Programação                                     |
| ------------- | ------------- | ----------------- | ----------------------------------------------- |
| 6.1           | 16 UHF        | 1080i             | Programação principal da TV Baiana / TV Cultura |

A TV Baiana ativou seu sinal digital em julho de 2016 pelo canal 16 UHF. Em abril de 2020, ativou o subcanal 6.2, retransmitindo a TV Educação. Em junho do mesmo ano, a emissora passou a retransmitir a Univesp TV, por meio do subcanal 6.3.
Transição para o sinal digital
Com base no decreto federal de transição das emissoras de TV brasileiras do sinal analógico para o digital, a TV Baiana, bem como as outras emissoras de Salvador, cessou suas transmissões pelo canal 15 UHF em 27 de setembro de 2017, seguindo o cronograma oficial da ANATEL.

## Programas
Atualmente, além de retransmitir a programação nacional da TV Cultura, a TV Baiana produz e/ou exibe os seguintes programas:
- De Olho na Cidade Camaçari: Jornalístico, com Anderson de Almeida e Herbert Rodrigues;
- Programa Contato Direto: Jornalístico, com Mario Augusto;
- O Caminho Antigo: Religioso;

Diversos outros programas compuseram a grade da emissora, e foram descontinuados:
- Acorda pra Vida
- Alegria na TV
- Axé com Aritana de Oxóssi
- A Voz da Cidade
- Chão e Paz
- De Olho na Cidade
- De Olho na Cidade Jequié
- Estação Bala
- Giro com Lício
- Making Off
- Nomes
- Resumo da Semana
- Sabor de Vida
- Tudo Lindo!
- TVB 1° Edição
- TVB 2° Edição
- Vai Vê